# NGC 1428
NGC 1428 (другие обозначения — ESO 358-53, MCG -6-9-22, FCC 277, PGC 13611) — эллиптическая галактика в созвездии Печь.
Этот объект входит в число перечисленных в оригинальной редакции «Нового общего каталога».
Галактика входит в Скопление Печи.
Галактика NGC 1428 входит в состав группы галактик NGC 1399. Помимо NGC 1428 в группу также входят ещё 41 галактика.
Из-за звезды, «проецируемой» на небе на ядро галактики и не принадлежащей ей, было получено неправильное значение красного смещения NGC 1428. В 1998 году красное смещение галактики было измерено правильно.